# 관산운수
관산운수 (官山運輸)는 경기도 고양시의 마을버스 회사로, 경기도 고양시 일산동구 성현로268번길 315 (성석동)에 위치해있다. 본래는 관산운수는 신성교통 계열사였으나 2016년 5월달에 신성교통 계열사에서 분리하였다

## 연혁
- 2009년 3월 1일: 고양시 마을버스 25번[관산동~고골], 26번[내유동~고양초교] 노선이 고양시 마을버스 번호체계에 따라 노선번호를 25번->025번으로 26번->026번으로 변경이 된다.
- 2009년 3월 1일: 고양시 마을버스 026번 노선이 증차가 되어 30분간격으로 운행을 한다.
- 2009년 4월 6일: 경기도 고양시 덕양구 삼송동 128-2에서 설립.
- 2009년 4월 16일: 고양시 마을버스 025번 노선이 증차가 되어 30분간격으로 운행과 동시에 내유동지선을 운행을 하지 않는다.
- 2009년 5월 9일: 신성교통에 인수되어 자회사로 편입되어 신성교통 서울법인, 제일여객, 신성교통 경기법인, 한일운수, 한국BRT 등과 방계회사가 되었다.
- 2009년 7월: 고양시 마을버스 036번, 037번 노선을 백마운수에서 본 회사로 인수하였다.
- 2009년 9월: 고양시 마을버스 025번을 삼송역까지 연장하였다.
- 2010년 6월 14일: 경기도 파주시 맥금동 110-9에 파주지점을 설치하였다.
- 2011년 8월: 고양시 마을버스 025번 마을버스 노선에 2011년식 E-카운티2도어 차량을 도입하였다.
- 2011년 9월: 고양시 마을버스 036번 노선이 증차가 된다.
- 2011년 9월: 고양시 마을버스 036번 노선이 내유동을 경유를 하여 고봉동주민센터를 회차하는 방식으로 변경된다.(사리현동을 경유하지 않는다)
- 2012년 9월 16일: 방계회사에 같은 고양시에 연고를 둔 회사로 시내버스, 시외버스, 공항버스 등을 운행하는 회사인 신성운수가 설립되면서 면허등록지를 신성운수와 동일하게 고양시 일산서구 대화동 24-1번지로 이전하였다.
- 2013년 6월 3일: 고양시 마을버스 025번 노선이 증차가 되어 20분 간격으로 운행을 한다
- 2013년 11월 16일: 고양시 마을버스 036번 노선이 오미산주유소까지 연장과 함께 1대가 증차가 되어 20분~25분간격으로 운행을 한다.
- 2013년 12월 1일: 058번 노선이 대화교통에서 본회사로 인수하였다.
- 2015년 12월 28일: 026번 노선이 필리핀참전비까지 단축 후 삼송역까지 연장
- 2015년 12월 28일: 036번 노선이 관산동에서 중부대학교를 경유후 고양초등학교까지 연장 운행개시
- 2016년 5월 1일: 관산교통에서 관산운수로 사명변경하면서 신성교통 계열에서 분리
- 2016년 12월 12일: 025번 노선이 1대가 증차가 되어 운행시작 및 레스타 투입
- 2017년 3월: 기존 삼송동 본사에서 고양동 본사로 이전
- 2017년 5월: 기존 고양동 본사에서 성석동 본사로 이전
- 2019년 2월 11일: 025번 노선 현대 그린시티 투입 및 088번 운행 개시
- 2021년 9월 1일: 037번 노선이 기존 설문동에서 동문그린씨티까지 연장 운행
- 2023년 6월: 058번 노선이 운행중단

## 보유 노선
- ● 025번 (구 25번): 고골종점 - 고골전원마을입구 - 순애원 - 앨리시아 - 샛말빌라단지입구 - 신생당한의원 - 삼삼슈퍼 - 초이스마트 - 여래사앞 - 마로어린이집 - 고골입구 - 가장동 -두포동,관산동성당 - 관산삼거리 - 고양외고,고양제일중학교 - 관산주공아파트,관산동행정복지센터 - 관산동,벽제시장 - 신성아파트 - 필리핀참전비 - 대자동 - 서울시립승화원 - 세원마을입구 - 신원마을1단지,신원중 - 신원마을2,4단지 - 신원마을3단지 - 삼송주택앞 - 삼송역사거리,지축차량기지입구 - 삼송전철역
- ● 026번(구 26번): 법률대학원 - 안골삼거리 - 다리앞 - 새벽교회 - 금강슈퍼 - 늘사랑요양원 - 희망양로원 - 내유동입구 - 윗내유동,희망양로원 - 내유초등학교 - 서울시립고양병원입구 - 고골입구 - 가장동 - 두포동,관산동성당 - 관산삼거리 - 고양외고,고양제일중학교 - 관산주공아파트,관산동행정복지센터 - 관산동,벽제시장 - 새서울아파트 - 필리핀참전비 - 대자동 - 서울시립승화원 - 세원마을입구 - 신원마을1단지,신원중 - 신원마을2,4단지 - 신원마을3단지 - 삼송주택앞 - 삼송역사거리,지축차량기지입구 - 삼송전철역
- ● 036번 (구 38번): 오미산주유소 - 푸르메마을 - 두테비 - 성석주유소 - 고흥주유소 - 막골 - 성석초등학교 - 문봉주유소 - 문봉빌라단지 - 희망원 - 고봉동행정복지센터 - 국제공원 - 문봉삼거리 - 오목골 - 일성정밀앞 - 억척목장 - 지영마트 - 세기상운 - 꽃길 - 지영동교회 - 고양자유학교 - 지영교 - 내유동 - 중간내유동 - 윗내유동,희망양로원 - 내유초등학교 - 서울시립고양병원입구 - 고골입구 - 가장동 - 두포동,관산동성당 - 관산삼거리 - 고양외고,고양제일중학교 - 관산주공아파트,관산동행정복지센터 - 관산동,벽제시장
- ● 037번 (구 13번): 동문그린씨티아파트 - 대원초교 - 설문2교 - 지영동 - 고양자유학교 - 더조은요양병원 - 수문마트 - 목공소 - 새터마을입구 - 함지박 -사리현마을 - 사리현동문아파트 - 벽제초등학교 - 사리현동입구 - 구,한산기업 -사리현동입구,벽제교삼거리 - 벽제교,관산삼거리 - 고양외고,고양제일중학교 - 고양외고기숙사 - 관산주공아파트,관산초등학교 - 관산동,벽제시장 - 신성아파트 - 필리핀참전비 - 대자동 - 서울시립승화원 - 세원마을입구 - 신원마을1단지,신원중 - 신원마을2,4단지 - 신원마을3단지 - 삼송주택앞 - 삼송역사거리,지축차량기지입구 - 삼송전철역
- ● 059번(구,77-1B번): 마을회관 - 거그뫼 - 거그뫼로터리 - 탑골마을 -  되레지마을사거리앞 - 되레지 - 가좌마을1,2단지 - 가좌도서관 - 가좌고등학교 - 가좌마을5,6단지앞- 고양선인장시험장 - 일산교회 - 덕이상가 - 농수산물센터 - 예비군훈련장,성저3,4단지 - 대화역 (신성여객 77-1B번 대체노선)
- ● 088번(026번 분리 신설): 내유동커뮤니티센터 - 경찰교육훈련센터 - 킹스빌타운,미성빌라 - 명성운수종점 - 수납상가,내유2동마을회관입구- 내유동 - 중간내유동 -윗내유동,희망양로원 - 내유초등학교 - 서울시립고양병원입구 - 고골입구 - 가장동 - 두포동,관산동성당 - 관산삼거리 - 고양외고,고양제일중학교 - 관산주공아파트,관산동행정복지센터 - 관산동,벽제시장 - 새서울아파트 - 필리핀참전비 - 대자동 - 서울시립승화원 - 세원마을입구 - 신원마을1단지,신원중 - 신원마을2,4단지 - 신원마을3단지 - 삼송주택앞 - 삼송역사거리,지축차량기지입구 - 삼송전철역

## 보유 차량
- 현대자동차 - 현대 뉴 카운티, 현대 그린시티, 현대 일렉시티
- 자일대우버스 - 자일대우 레스타, 자일대우 NEW BS090